# Michel Perez
Michel Perez (* 1946) ist ein französischer Jazzmusiker (Gitarre, Komposition).

## Wirken
Perez spielte als Autodidakt im Hot Club de Lyon, wo er Gastmusiker wie Slide Hampton, Johnny Griffin, Kenny Clarke oder Hank Mobley begleitete. 1972 gründete er mit Keyboarder Gérard Maimone die Gruppe Spheroe, mit der er den Rockjazz erkundete und 1977 und 1978 zwei Alben vorlegte. 1975 spielte er daneben mit dem Orchester von Gilles Jorant Tanzmusik ein.
Seit den 1980er Jahren trat er zumeist unter seinem Namen auf und nahm mit verschiedenen Formationen auf, zunächst im Quartett; es entstanden die Alben Kaléidoscope (1982) und Virgile (1986, mit Daniel Goyone, Dominique di Piazza und André Ceccarelli). 1984 eröffnete er als Vorgruppe für Miles Davis bei den Festivals in Wien und Nizza und war an der Aufnahme des Albums Talisman (1984)  mit Jean-Luc Barbier, Daniel Goyone, Michel Benita sowie Daniel Humair und Kompositionen von François Mozer beteiligt. Bertrand Tavernier holte ihn 1986 zu seinem Film Um Mitternacht, wo er mit Herbie Hancock, Tony Williams und Wayne Shorter spielte.
Das Album Toujours entstand in New York mit Ron Carter, Billy Drummond, Mario Stantchev und Franck Amsallem (1993). Im Duo nahm er zwei Alben auf, zunächst Orange mit Marc Bertaux am Kontrabass (1991), dann 1996 mit dem Pianisten Mario Stantchev. Zudem ist er Teil des akustischen Trios Traveling Jazz, das mit Èlisabeth Caumont und Pierre-Yves Sorin am Kontrabass Filmsongs interpretiert. Weiterhin begleitete er Benny Golson auf einer Tournee in Südkorea.
Im Jahr 2005 entstand das Album Storias mit Sylvain Beuf, François Chassagnite, Nico Morelli, Vincent Artaud und A. Ceccarelli. Im Jahr 2012 hat er im Duo mit dem Bassisten Diego Imbert das Album Double détente aufgenommen.